# Estadi 20 d'agost de 1955
L'Estadi 20 d'Agost de 1955 (francès: Stade du 20 Août 1955; àrab: ملعب 20 أوت 1955, Malʿab 20 Ūt 1955) és un estadi de futbol de Mohamed Belouizdad, Algèria.
Amb anterioritat es va anomenar Stade Municipal i Stade El-Annasser.